# Gustaf Rosengren
Gustaf Sigfrid Rosengren, född 28 mars 1893 i Piteå, död 16 september 1963 i Maria Magdalena församling, Stockholm, var en svensk målare.
Han var son till byggmästaren Anders Rosengren och Elisabeth Wennberg samt från 1936 gift med Inga Laurell. Rosengren studerade vid Althins målarskola Caleb Althin i Stockholm 1917 och vid Konsthögskolan 1917–1921 samt under ett antal studieresor till Tyskland, Italien och Frankrike. Separat debuterade han på Lilla utställningen i Stockholm 1927 och ställde senare ut på bland annat Gummesons konsthall och i en rad norrländska städer. Han medverkade i jubileumsutställningarna i Luleå och Umeå samt samlingsutställningar arrangerade av Sveriges allmänna konstförening. Hans konst består huvudsakligen av mariner men han utförde även porträtt, figurmotiv och Landskapsmåleri med motiv från Norrland, Lofoten, Västkusten och Stockholm. Rosengren finns representerad vid Norrbottens museum och vid Meteorologiska institutionen vid Uppsala universitet med ett porträtt av Filip Åkerblom. Makarna Rosengren är begravda på Norra begravningsplatsen utanför Stockholm.